# Општина Свети Јуриј об Шчавници
Општина Свети Јуриј об Шчавници (словен. Sveti Jurij ob Ščavnici) је једна од општина Помурске регије у држави Словенији. Седиште општине је истоимено насеље Свети Јуриј об Шчавници.

## Природне одлике
Рељеф: Општина Свети Јуриј об Шчавници налази се у североисточном делу Словеније, у словеначком делу Штајерске. Подручје општине припада области источних Словенских Горица, брдском крају познатом по виноградарству и справљању вина.
Клима: У општини влада умерено континентална клима.
Воде: Најзначајнији водоток у општини је речица Шчавница. Остали водотоци су мали и њене су притоке.

## Становништво
Општина Свети Јуриј об Шчавници је средње густо насељена.

## Насеља општине
| - Бисерјане - Благуш - Болехнечици - Брезје - Габрц - Галушак - Грабонош | - Грабшинци - Драготинци - Женик - Жихлава - Јамна - Кочки Врх - Коколајншчак | - Краљевци - Купетинци - Кутинци - Мали Моравшчак - Рожички Врх - Селишчи - Слаптинци | - Совјак - Станетинци - Стара Гора - Свети Јуриј об Шчавници - Тербеговци - Чакова |  |

## Додатно погледати
- Свети Јуриј об Шчавници